# Caproni Ca.135
Caproni Ca.135 – włoski średni samolot bombowy, używany pod koniec lat 30. XX wieku i w początkowym okresie II wojny światowej przez lotnictwo Włoch, Węgier oraz Peru.

## Historia rozwoju

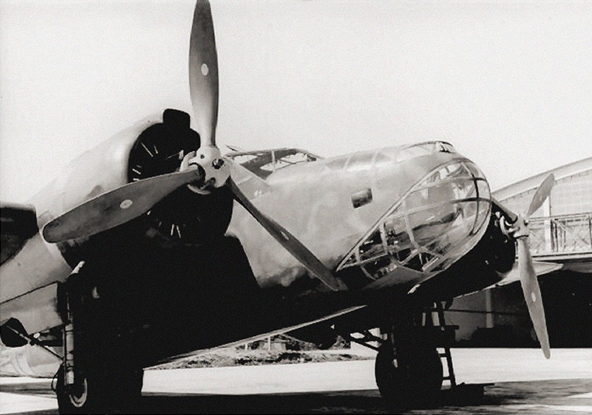
Caproni Ca.155 z silnikami Piaggio XI

Ca.135 został zaprojektowany przez inż. Cesare Pallavicino w odpowiedzi na rozpisany jesienią 1934 roku konkurs włoskiego Ministerstwa Lotnictwa na średni bombowiec dla Regia Aeronautica. Prototyp, zbudowany w zakładach koncernu Caproni w Ponte San Pietro, wyposażony w silniki rzędowe Isotta-Fraschini Asso XI RC.40, został oblatany 1 kwietnia 1935 roku przez pilota doświadczalnego Ettore Wengi. Samoloty przedseryjne, identyczne z prototypem, zostały skierowane do centrum badawczego w Guidonia Montecelio niedaleko Rzymu. Po ukończeniu cyklu badań w locie, w styczniu 1936 roku pierwsze egzemplarze Ca.135 trafiły do jednostek liniowych.
W zakładach Caproni powstały wersje eksportowe samolotu dla Hiszpanii (Tipo Spagna) i Peru (Tipo Peru). Wybuch wojny domowej spowodował anulowanie zamówienia hiszpańskiego, jedyne 3 wykonane egzemplarze zostały wcielone do Regia Aeronautica.
W 1939 roku opracowano zmodyfikowaną wersję samolotu, oznaczoną Ca.135M, różniącą się od pierwowzoru zastosowaniem silników gwiazdowych Piaggio P.XI RC.40 oraz zmienionym oszkleniem kadłuba i inną konfiguracją dolnego stanowiska strzeleckiego. Kolejną, najliczniej produkowaną wersją był Ca.135bis, powstała na bazie Tipo Spagna, również z silnikami Piaggio P.XI.
W związku z nie najlepszymi osiągami samolotu, wytwórnia opracowała również krótką serię oznaczoną Ca.135bis/Alfa z silnikami gwiazdowymi Alfa Romeo 135 RC.32 o mocy 1400 KM. Powstały także prototypy wodnosamolotu torpedowego na pływakach oraz samolotu wyposażonego w niemieckie silniki rzędowe DB 601, cywilnego samolotu pasażerskiego i samolotu desantowego dostosowanego do transportu 12 skoczków spadochronowych.
Jeden egzemplarz samolotu został przystosowany w 1937 r. do lotów dalekodystansowych, poprzez zamontowanie dodatkowych zbiorników paliwa. Brazylijski pilot sportowy João Ribeiro de Barros podjął na tym samolocie próbę transatlantyckiego przelotu z Rzymu do Brazylii, rozbijając jednak maszynę podczas przelotu nad Afryką Północną.

## Użycie w lotnictwie
Bombowiec Ca.135 został przyjęty na uzbrojenie jednostek Regia Aeronautica na początku 1936 roku. Jednak, w związku ze słabymi osiągami oraz polityką sprzętową włoskiego dowództwa, preferującą samoloty trójsilnikowe, nigdy nie stał się podstawowym sprzętem dywizjonów bombowych. Używany był głównie w drugiej linii jako samolot treningowy i szkolny. Także wersje zmodyfikowane nie przewyższały swymi osiągami produkowanych równolegle bombowców Fiat BR.20, CANT Z.1007 czy Savoia-Marchetti SM.79.
W tej sytuacji samolot został zaoferowany odbiorcom zagranicznym. Zbudowane według zamówienia rządu peruwiańskiego 32 egzemplarze Tipo Peru z silnikami Isotta-Fraschini Asso RC.40 wzięły udział w wojnie z Ekwadorem w 1941 roku. Najwięcej samolotów trafiło do lotnictwa wojskowego Węgier, które zakupiły w latach 1939–1941 68 egzemplarzy wersji Ca.135bis. Zakup ten finansowany był z kredytu udzielonego w tym celu przez rząd włoski.
Samoloty węgierskie były, obok Ju 86, podstawowym sprzętem bombowym lotnictwa Węgier w pierwszym okresie II wojny światowej. Wzięły udział w działaniach przeciw Jugosławii a następnie w ataku na Związek Radziecki. Zostały wycofane z pierwszej linii dopiero w połowie 1942 roku i zastąpione przez niemieckie Ju 88.

## Opis konstrukcji
Ca.135 był dwusilnikowym średnim bombowcem konstrukcji mieszanej: kadłub zbudowany był z rur stalowych, krytych częściowo blachą, częściowo płótnem, skrzydła miały konstrukcję drewnianą krytą sklejką i płótnem. Samolot miał podwójne usterzenie pionowe i klasyczne podwozie chowane w locie.
Napęd, w zależności od wersji, stanowiły dwa silniki rzędowe Isotta-Fraschini Asso XI RC.40 w pierwszych seriach lub RC.45 w samolotach dla Peru, albo silniki gwiazdowe Piaggio P.XI RC.40 w wersjach zmodyfikowanych. 
Uzbrojenie obronne składało się z dwóch karabinów maszynowych kal. 12,7 mm w wieżyczce grzbietowej oraz jednego karabinu maszynowego kal. 7,7 mm w dolnym stanowisku strzeleckim (w pierwszych seriach była tam montowana wysuwana wieżyczka). Samolot przenosił w obszernej komorze bombowej w kadłubie ładunek do 1600 kg bomb lotniczych lub dwie torpedy.